# 方明 (商洛)
方明，中华人民共和国政治人物、全国脱贫攻坚先进个人。

## 生平
方明任陕西省商洛市镇安县副县长（挂职），中国电子信息产业集团有限公司审计部专理。因在脱贫攻坚战中作出突出贡献，2021年2月25日全国脱贫攻坚总结表彰大会上，方明被授予“全国脱贫攻坚先进个人”。